# 秋津風音右エ門
秋津風 音右衛門（あきつかぜ おとえもん、寛政12年（1800年） - 天保9年1月4日（1838年1月29日））は、江戸時代の八戸藩お抱えであった大相撲の第107代大関。現在の青森県三戸郡階上町炭柄折出身。本名は明戸 伝蔵、所属部屋は（南部・二所ノ関部屋→四ッヶ峰部屋）秀ノ山部屋→伊勢ノ海部屋→柏戸部屋。身長165cm、体重137kg。

## 来歴
文政元年（1818年）10月場所二段目付出で初土俵。文政4年（1821年）10月場所新入幕。文政7年（1824年）から三役を下らず（欠場あり）、文政9年（1826年）6月には八戸藩の相撲心得方に任命された。天保5年（1834年）10月場所の江戸本場所は西方にいた本来の大関である稲妻雷五郎が、お抱えの雲州藩の関係で3場所連続して不出場、西方2人目の地位にあった2代緋縅力弥も土俵に姿を見せず連続休場。西方3人目の地位にあった秋津風も当初はお抱えの関係か不出場となり、江戸相撲会所（現在の相撲協会）の重鎮は打開策を練った末に、文化年間後期から廃止になっていた看板大関を復活し、1場所限りの在位となった看板大関の新瀧期吾太夫が登場。新瀧は履歴・経歴一切不明だが、四股名は宝暦から明和にかけて江戸、大坂、京都で活躍した強豪力士のフルネームをそのまま名乗った格好となっている。10月場所は10月25日に初日が開催予定であったが、翌11月中旬に延期になったようであり、秋津風が急遽出場可能になったことで彼を西大関に改めた改訂版の番付が発行されている。それでもなお秋津風は休場し、晴れ姿は見せられず仕舞いで、翌天保6年（1835年）1月場所は通例では上位から3人目（小結）の地位にあるはずだが、例外的に一気に西前頭2枚目に落とされた。この大幅な陥落を説明できる資料はないが、出場するとしながらも欠場したための制裁という意味であるという説が2018年の相撲雑誌には掲載されている。秋津風はこの場所には出場したものの、当時既に36歳の年齢もあってか、途中休場したままこの場所限りで引退。

## 記録
- 幕内在位:23場所
- 幕内成績:64勝40敗15分1預4無勝負

### 場所別成績
| 1818年 | x                          | 西幕下9枚目 5–2 1分2預   |
| 1819年 | 西幕下4枚目 7–3            | 西幕下5枚目 0–1          |
| 1820年 | 西幕下5枚目 0–1            | 西幕下2枚目 3–4 1分      |
| 1821年 | 西幕下筆頭 3–3 1預2無      | 西前頭5枚目 4–4–1 1分    |
| 1822年 | 西前頭7枚目 3–4–2 1分      | 西前頭4枚目 6–2–1 1分    |
| 1823年 | 西前頭3枚目 4–2 1分        | 西前頭2枚目 4–2–2 1預1無 |
| 1824年 | 西前頭筆頭 7–1–2           | 西関脇 0–0–10            |
| 1825年 | 西関脇 0–0–10              | 西関脇 0–0–10            |
| 1826年 | 西小結 0–0–10              | 番付非掲載 不出場        |
| 1827年 | 番付非掲載 不出場          | 番付非掲載 不出場        |
| 1828年 | 番付非掲載 不出場          | 西小結 2–4–1 2分1無      |
| 1829年 | 西小結 3–2–2               | 西小結 4–4–2             |
| 1830年 | 西小結 4–2–4               | 西小結 1–4–4 1分         |
| 1831年 | 西小結 3–4–1 1分1無        | 西小結 3–0–2 3分         |
| 1832年 | x                          | 西小結 7–2 1分           |
| 1833年 | 西小結 3–0–4 2分1無        | 西関脇 3–0–5             |
| 1834年 | 西関脇 2–1–7               | 西大関 0–0–10            |
| 1835年 | 西前頭2枚目 引退 1–2–6 1分 | x                        |
| 各欄の数字は、「勝ち-負け-休場」を示す。 優勝 引退 休場 十両 幕下 三賞：敢=敢闘賞、殊=殊勲賞、技=技能賞 その他：★=金星 番付階級：幕内 - 十両 - 幕下 - 三段目 - 序二段 - 序ノ口 幕内序列：横綱 - 大関 - 関脇 - 小結 - 前頭（「#数字」は各位内の序列） |                            |                          |

- 当時は十両の地位が存在せず、幕内のすぐ下が幕下であった。番付表の上から二段目であるため、現代ではこの当時の幕下は、十両創設後現代までの十両・幕下と区別して二段目とも呼ぶ。

## 改名歴
千年川→鉄生山(1825年10月場所-)→秋津風(1828年10月場所-)